# Грос-Меккельзен
Грос-Меккельзен (нім. Groß Meckelsen) — громада в Німеччині, розташована в землі Нижня Саксонія. Входить до складу району Ротенбург-на-Вюмме. Складова частина об'єднання громад Зіттензен.
Площа — 12,34 км2. Населення становить 517 ос. (станом на 31 грудня 2021).